# ミニチュアワンダーランド

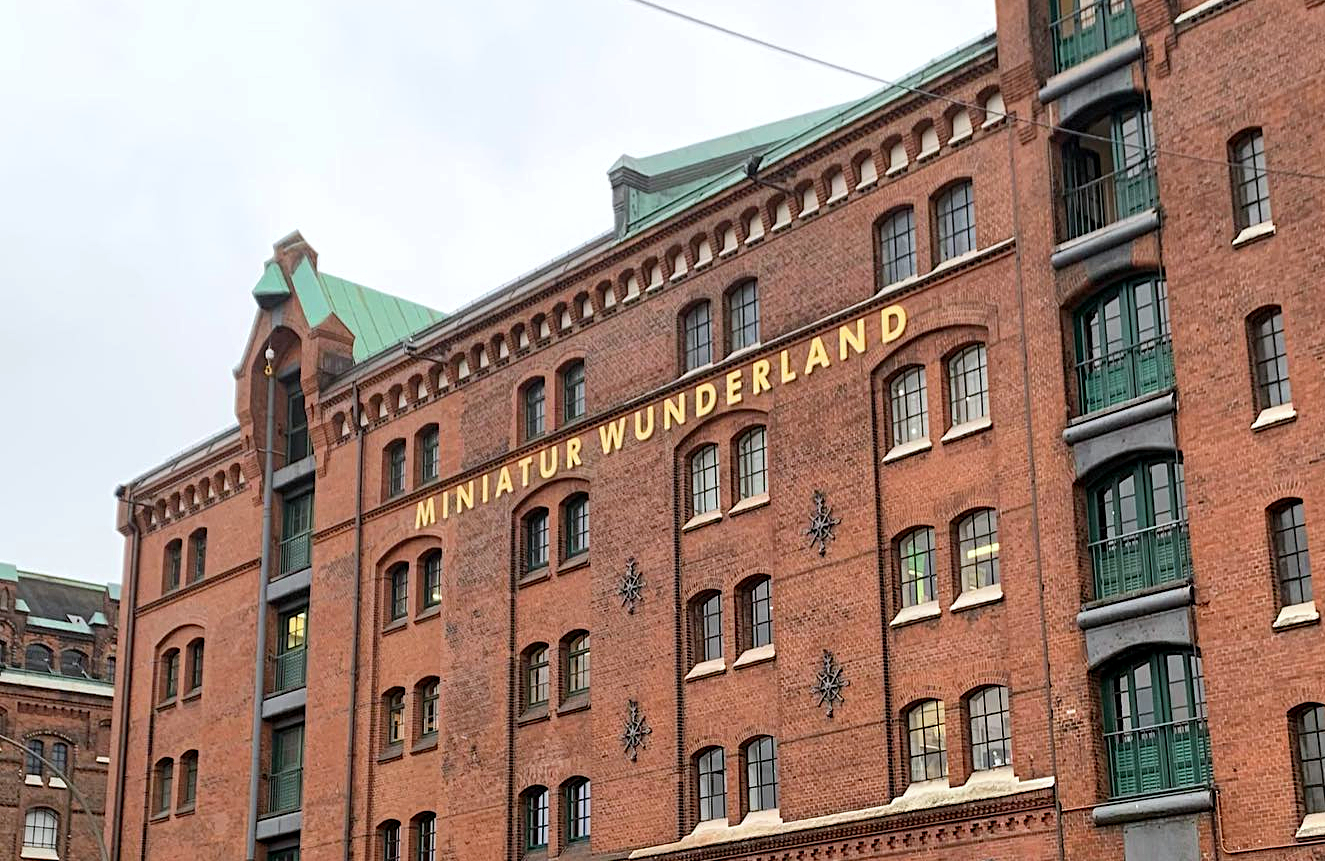
建物の外観

ミニチュアワンダーランド (ドイツ語: Miniatur Wunderland 英語: Miniature Wonderland・MiWuLa) は、ドイツ北部のハンブルクにあるHOスケール鉄道模型のミニチュアパークである。

## 概要
2000年12月に建設が始まった、世界中の風景・情景を1/87スケール (HOスケール) で再現しているジオラマテーマパークで、世界最大の鉄道模型レイアウトである。
「ミニチュアワンダーランド（ドイツ語ではミニアトゥーア・ヴンダーラント） ハンブルク 有限責任会社」 (Miniatur Wunderland Hamburg GmbH) により運営され、従業員数350名。ジオラマの建設は創始者のフレデリーク・ブラウン(Frederik Braun)とゲリット・ブラウン (Gerrit Braun )兄弟を中心に行われている。
ハンブルクの倉庫街とチリハウスを含む商館街に所在し、2028年頃の完成を目指して建設中であるが、既に完成した部分は一般公開を行っている。2019年の時点で、3500万ユーロの工費が掛かっており、建物の4階と3階の2フロアに展示中である。床面積は7000m2、ジオラマの広さは1500m2で、線路の延長は15キロメートルを超える。メルクリン、ロコ製品を中心とするHOゲージが採用され、11,000両の列車がデジタルコマンドコントロールにより運転されている。ジオラマ上には265,000体のフィギュアと9250台の自動車が配されている。2012年2月には、「奇跡体験!アンビリバボー」でも取り上げられた。

## 沿革
2000年の夏に、フレデリーク・ブラウンは世界中の鉄道模型のジオラマを展示することを思いついた。そしてインターネット上で、現実または架空の風景の人気調査を行ない、3ヶ所が選ばれた。
2000年12月、最初の3ヶ所のセクションの建設が開始され、2001年8月に完成した。以後、拡張を続け、2002年にはヨーロッパで史上最大のジオラマになった。
2003年にはアメリカの、2005年には北欧のセクションが建設された。
2009年6月、公開以来600万人の来場者があり、2009年には年間来場者が102万人となった。2010年には年間来場者は107万人、2011年には120万人を突破した。
2010年3月、創始者のフレデリーク・ブラウンとゲリット・ブラウン兄弟、そして共同経営者のシュテファン・ヘルツ (Stephan Hertz ) にドイツ連邦共和国功労勲章が授与された。
2012年12月5日、累計1千万人目の来場者を迎えた。
2016年1月、ジオラマ内部のGoogleストリートビューが公開された。同年、累計来場者が1500万人を超えた。

## 展示物

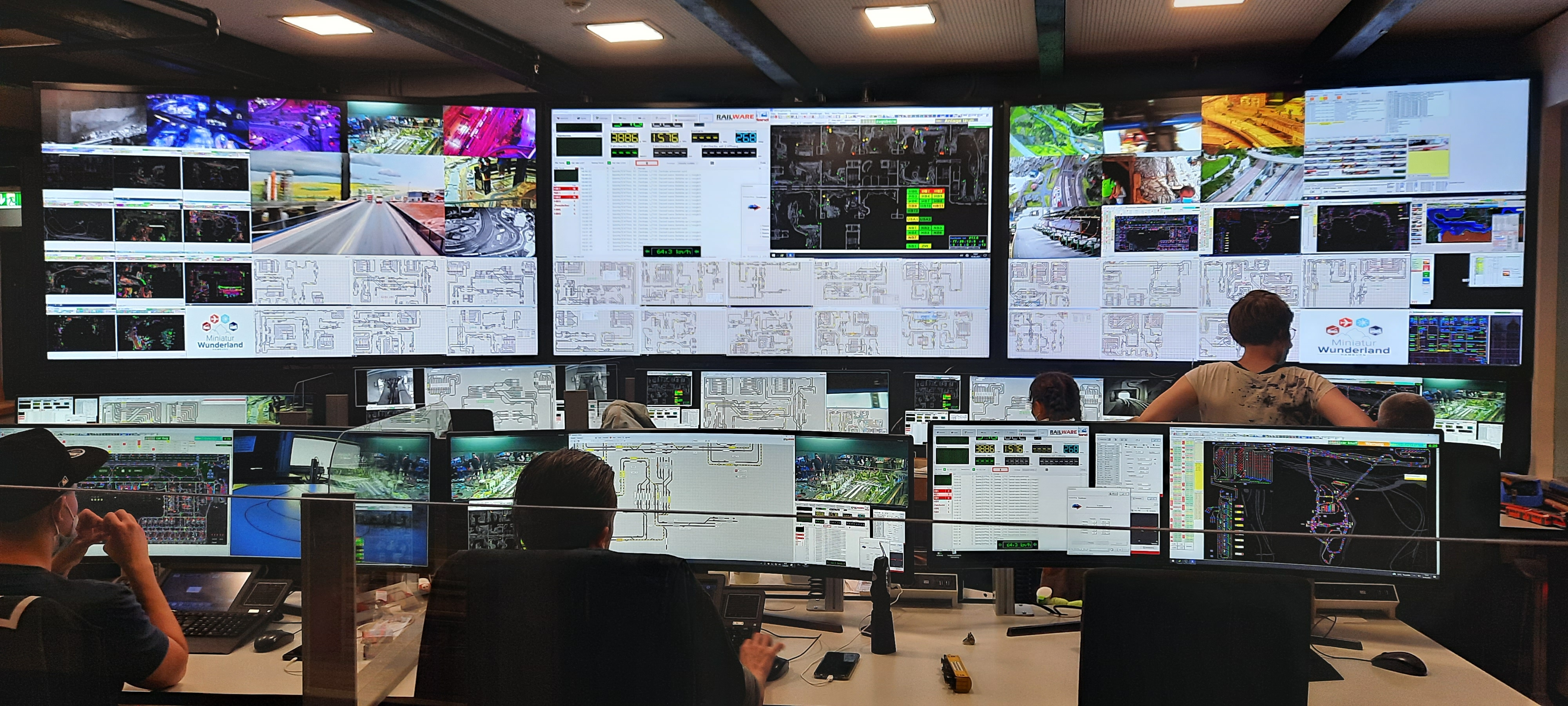
コントロールルーム

主にヨーロッパ・北米の風景がミニチュアで再現されている。鉄道模型のジオラマは、元来は鉄道の風景・情景を再現する物ではあるが、ミニチュアワンダーランドではそれに付随する街並みのジオラマも主な展示物となっている。鉄道のみならず、船や自動車なども動作する。
建物内の各階のフロアには島状の台が設けられその上にジオラマが作られている。また、壁沿いに列車が走行しているところもある。来場者は、それぞれのフロアを行き来する長い通路に沿って歩く。それぞれのセクションは100m²から300m²の大きさがある（2019年時点）。

### 縮尺
全体的に縮尺1/87（HOスケール）で作られているが、部分的に大幅にスケールダウンして作られているところもある。空港のセクションでは、滑走路の長さは実物を1/87に縮尺すると30 - 45mなくてはいけないが、ここでは14mでしかない。滑走路幅もここでは50 - 70cmで作られている。
ハンブルク・テレビ塔（ハインリッヒ・ヘルツ塔）と聖ミヒャエル教会は、それぞれ3.2mと1.5mの高さになるはずであるが、ここでは大幅に低く作られている。サッカースタジアムのフォルクスパルクシュタディオンは1/150、ノイシュヴァンシュタイン城は1/120となっている。

### セクション
| セクション | 名称                 | 完成年         | 大きさ |
| ---------- | -------------------- | -------------- | ------ |
| 1          | 中部ドイツ           | 2001年8月      | 120 m2 |
| 2          | クヌッフィンゲン     | 2001年8月      | 120 m2 |
| 3          | オーストリア         | 2001年8月      | 60 m2  |
| 4          | ハンブルク           | 2002年11月     | 200 m2 |
| 5          | アメリカ             | 2003年12月     | 100 m2 |
| 6          | 北欧                 | 2005年7月      | 300 m2 |
| 7          | スイス               | 2007年11月     | 250 m2 |
| 8          | クヌッフィンゲン空港 | 2011年5月      | 150 m2 |
| 9          | イタリア             | 2016年9月      | 190 m2 |
| 10         | モナコ・プロヴァンス | 2020年（予定） | 63 m2  |
| 11         | 南アメリカ           | 2021年（予定） | 200 m2 |
| 12         | 中央アメリカ         | 2023年（予定） | 150 m2 |
| 13         | アジア               | 2026年（予定） | 150 m2 |